# Aloys Ohlmann
 (novembre 2014).
Aloys Ohlmann est un peintre et graveur allemand né le 9 mars 1938 à Baltersweiler et mort le 16 septembre 2013.

## Biographie
En 1953, Aloys Ohlmann fait un apprentissage de la peinture dans l'entreprise de son père, Il visite parallèlement différents peintres et ateliers d'artistes pour acquérir des techniques variées et il terminera comme meilleur élève. Il poursuit sa formation avec des cours du soir au Lycée de St Wendel.
De 1956 à 1957, pendant deux semestres, il fait partie des élèves de la classe de sculpture de Theo Siegle. Il suit aussi les cours fondamentaux du Pr Oskar Holweck. Il apprend la pédagogie avec l'enseignement de l'éducation artistique et il continue de fréquenter différents ateliers pour maîtriser différentes techniques artistiques.
De 1958 à 1960, il étudie la peinture avec Boris Kleint à Sarrebruck dans l'école supérieures de peinture libérale et appliquée. Il devient un disciple et un ami du Professeur Kleint.
Aloys Ohlmann suit aussi les cours d'histoire de l'art tenus par les Professeurs Dr Josef Adolf Schmoll genannt Eisenwerth et Pr. Dr. Peter Johannes Volkelt.
Il s'inscrit aussi à la nouvelle école professionnelle de maitrise “Am Mügelsberg” à Sarrebruck.
En 1960, il reçoit le diplôme de "maître peintre".
Entre 1961 et 1963 il s'inscrit à l’École supérieure de peinture libérale et appliquée à l’Académie des Beaux-Arts Kurt Wehlte Institut à Stuttgart. Ses professeurs sont Chris Appelhans, Hans Schreiner et Paul Heinrichs. Il obtient une bourse d'études de la chambre des métiers.
1963, il revient en Sarre.
1963-1965 Études supérieures pour enseigner les arts plastiques, diplôme du second et troisième niveau.
En 1965, il épouse Maria Stefanski et construit leur maison avec un grand atelier artistique à Baltersweiler.
De 1965 à 1997, il sera professeur d'arts plastiques dans l'enseignement secondaire à Oberthal, Alsweiler et Bliesen. Il est aussi assistant à l’École des arts appliqués de Sarrebruck pour la peinture.
En 1968 il est le cofondateur du “Gruppe 7” avec, notamment, Paul Anthony, Heinz Diesel, Richard Meier et Seiji Kimoto. Ils exposent régulièrement en Europe.
À la fin des années 1970, il travaille aussi l'art postal (Mail Art).
1973 le ministère de la Culture le mandate pour l'organisation de l'exposition “Saar-Grafik-73” à la Moderne Galerie de Saarland Museum, Saarbrücken. Ce sera le commencement d'amitiés internationales avec de nombreux artistes.
1975 Échanges avec les artistes en Alsace lorraine, Coopération avec le professeur Richard Meier de l'Académie des Beaux-Arts de Metz et Théo WOLTERS de la Galerie Œil à Forbach
1976
- Cofondateur de la Galerie “Im Zwinger” à Saint-Wendel
- Cofondateur de la première association des "amis de l'art en Sarre".
- Organisation avec Richard MEIER de l'exposition “Nonconfrontation” pour les nouvelles tendances dans l'art contemporain en Sarre et en Alsace-Lorraine à la Moderne Galerie du Saarland Muséum, Sarrebruck
- Bourse d'études du gouvernement sarrois pour l'Atelier International de Séguret, Provence.

1978 coorganisateur de l’exposition itinérante “Contre l'état nucléaire” présentée dans toute l’allemande.
De 1983 à 1991, sa réputation grandit avec ses expositions et ses enseignements dispensés à l'Université de la Sarre dans l'Institut d'Enseignements d'Arts Plastiques.
1986 Prix de la ville de Beaucaire en France
En 1987, il organise l’exposition internationale “Peintures pour l'Afrique”. 250 artistes provenant de 29 pays répondront à cet appel. Les ventes aux enchères rapporteront 100 000 $.
En 1989, Ohlmann fait exposer des images de l'Afrique dans l'église Sainte-Croix de Dresde et dans l'église Saint-Thomas de Leipzig.
En 1988, il organise avec Tajana Popowa la première exposition Internationale d'art contemporain à Moscou. Ohlmann reçoit la médaille de bronze du Musée de Lublin lors de la seconde triennale internationale de “l'Art contre la Guerre”, Majdanek, Lublin, Pologne.
En 1991, il cesse son activité au forum de la Galerie Im Zwinger, à Saint-Wendel.
En 2000, il lance l'exposition Mail Art Saarland – DDR: Schmuggelgut oder Kassiber? à la bibliothèque de l'université de la Sarre.
2003 Prix Mia Münster de la ville de St Wendel.
Il est invité dans de nombreuses expositions, notamment :
- 2008 : Exposition “Wort und Bild”, KünsHerbucher avec l'Université SAAL et la bibliothèque nationale.
- 2011 : Exposition “Reflexionen und Metamorphosen”, Kunstrentrum Bosener Müble, Bosen
- 2013 : Exposition “Tag bemmer” Dessins et textes, Sld université et bibliothèque nationale, Sbr
- 2014 : Exposition “Fensterbilder”, une collaboration pour rendre hommage à Oskar Schlemmer à titre posthume.

Aloys Ohlmann était marié à Maria Stefanski. Ils vivaient à Baltersweiler dans la Sarre.

## Danse macabre
En 1983, Aloys Ohlmann conçoit 14 sérigraphies. Le texte vient du Lübecker Totentanz (de) de 1463. La première publication des travaux avait été prévue pour la danse musicale de la mort de Hugo Distler. Bernd Philippi, écrit dans son essai Wort und Bilt : « les phénotypes sociaux se retrouvent dans une danse traditionnelle conséquente à la mort qui dépend du rang social : artisan, prêtre, pape, empereur, duc, abbé etc. La mort est invitée à danser. Pour Ohlmann cette danse se traduit par des lignes dynamiques ou la mort apparaît sous la forme d'un squelette dominant qui semble s'empêtrer dans le désordre du monde ».

## Corrida de Toros (1999)
« La tauromachie a une tradition historique et est enracinée depuis des milliers d'années en Espagne, en Amérique du Sud et en Provence. Pablo Picasso et Ernest Hemingway se sont largement inspirés de la Corrida, de même pour Aloys Ohlmann qui choisit la Corrida pour nous parler de la vie et de la mort rituelle. Initialement la série “Corrida De Toros” étaient exécutée en aquarelle puis à l'encre de chine. Les scènes impressionnantes introduisent le spectateur dans la cérémonie passionnée et dramatique du rituel antique. Les scènes avec les picadors, les banderilleros, la faena avant l'estocade se succèdent au gré de l’artiste. Les dessins en noir et blanc frappent le spectateur par une composition musicale. Les images de “Corrida de Toros” suggèrent en nous les mélodies du flamenco.
Chaque scène illustre avec grâce différents mouvements et émotions. Les spectateurs ressentent la délicatesse, l’esthétique et l’ambiance. “Corrida de Toros” interpelle l'esprit et touche le cœur. »

— Traduction française de l’article anglais de Zoya Boruchova BFA 03/2001 à la suite de l'exposition, aux Galeries d’Art Contemporain de Toronto, en mars 2001 de 26 gravures d'Aloys Ohlmann.
Galeries d’Art Contemporain - 1800 Sheppart Avenue E. Upper Level - Toronto. Ont. M2J 5A7 - Canada

## Expositions individuelles majeures
K = Katalog | Catalogue
1969 “Grafiken, Gemlilde und Gobelins”, St.Wendel, Altes Rathaus
1972 Galerie Beck, Schwarzenacker (K), MusikhochschuleSaarbrücken (mit Franz Mörscher)
1973
- Rittersaal der Stolberger Burg, Stolberg (mit M. Kûtz, E. Wendler und G. Wilkes)
- Altes Rathaus, St.Wendel (mit G. Wilkes und E. Wendler)
- Galerie Renée Bille, Metz
- Galerie Renata Hörmann, Schlangenbad (Georgenborn)
- Goethe-Institut Algier und Marokko
- Galerie Leo Rohleder, Mathildenhöhe, Damlstadt

1974 Galerie Elitzer, Saarbriicken
1975 Galerie Hell, Saarbrücken, “Zeichnungen und Collagen”, Buchhandlung der Saarbrücker Zeitung, Saarbrücken
1977 Galerie L'Œil, Forbach, Frankreich (mit Theo Wolters)
1977 Maison d'art alsacienne, Mulhouse, Frankreich (mit Jean Stieger)
1978
- “3+7”, Tours, Frankreich (mit Richard Meier)
- Galerie Divergence, Metz (K)

1980
- Wochenend-Galerie Wilkes, Vasbeck
- "Zeichnungen und Collagen", Buchhandlung der Saarbrücker Zeitung, Saarbrücken
- Stadthalle, Piscator-klaus, Marburg

1981
- Galerie a.r.t., Saarbrücken
- Ausstellung im Stuttgarter Studium Generale und
- Ästhetischen Colloquium (mit Werner Reinert)

1984
- Galerie im Hof, St Wendel
- "Kirchzartener Totentanz", Galerie Im Zwinger, St Wendel

1985
- “Book-Art”, Museum of Modem Art, Apeldoorn, Niederlanden (mit Diederick van Kleef)
- Galerie Espace im Bateau-Lavoir, Paris
- Rathaus der Stadt St. Ingbert (mit F. Masereel und A. Haberer, u. a.)
- Galerie von Kolczynski, Stuttgart (mit Albrecht/d. und Dreyer)

1986
- Galerie Du Quesne, Castillon-du-Gard, France
- “Kunstinitialive Darmstadt”, Mathildenplatz, Darmstadt
- Galerie im Hof, St.Wendel
- Modem Art Museum of Armenia, Jerewan
- La Pigeonne, Vaison-la-Romaine, France
- “Totentänzer Grieshaber Ohlmann” Galerie im Geburtshaus Nikolaus von Kues, Bernkastel-kues

1987
- “Die Katze Lola”, bei Albrecht/d.
- “März Wende Serigraphien und Texts”, Im Forum, St. Ingbert (mit Bernd Philippi)
- “Totentänze”, Wallgraben-Theater, Freiburg, im Foyer (mit Robert Hammerstiel)

1989 “Poesie im Bild”, Verein zur Kunstförderung in Damlstadt (Enveloppes)
1990 Galerie Fritzen, Sarrelouis 
1991
- "Schwarze Objekte und Kommentare aus der Zeit 1960-70", Galerie im Hof, St.Wendel
- "Macabre - eine Reflexion über uns und mich", Édition Voix, Grand Palais, Paris

1993 "Aloys Ohlmaim Enveloppes, 365 Tage, Buch-Unikate, Mail Alt und Gedichte", Saarländisches Künstlerhaus. Saarbrücken und Kreuzkirche Dresden (K)
1999
- "Corrida de Toros", Galerie Pfeiffer. St.Wendel
- "Kirchzartener Totentanz", Galerie im Gang, Technische Universität, Dresden

2000
- “Mailart und Kiinstlerbiicher von Aloys Ohlmann”, Eröffnungsausstellung des Druckkulturmuseums in Grevenmacher, Luxembourg
- “Kleiner Überblick” Tuschezeichnungen, farbige
- Zeichnungen und Bilder, Schloss Dagstuhl, Internationales Begegnungs und Forschungszentrum für Informatik, Dagstuhl
- "Maler und Modell", Galerie libre, Ottweiler

2001
- "Corrida de Toros", Künstlerzentrum Bosener Mühle, Bosen/Nohfelden (K)
- “Kleiner Überblick”, Schloss Dagstuhl, Internationales Begegnungs und Forschungszentrum für Informatik, Dagstuhl (Tuschezeichnungen, farbige Zeichnungen und Bilder)
- "Maler und Modell", Galerie libre, Ottweiler

2003
- Museum St.Wendel (K) 2002 Dauerausstellung, Studio-Galerie, Akazienweg 7,Baltesweiler

## Expositions de groupes majeures
1967 “20 J ahre Malklasse Boris Kleint”, Kongresshalle Saarbrﬁcken,
1969
- “Malerei, Skulptur, Graphik aus dem Saarland”, Pfalzgalerie, Kaiserslautern
- “Saar 69”, Modemen Galerie des Saarland Museums, Saarbriicken

1970 Moderne Galerie des Saarland Museums, Saarbriicken
1971
- “Ansichtskarten”, IKI, Koln Internationalen Buchmesse, Frankfurt (Mappenwerke)
- “Luft”, TH Ausstellungsforum, Paris

1972 IKI Köln und IKI Diisseldorf
1973
- Galerie im Kupferhammer, Warstein
- Braunmuseum, Ludwigshafen
- 4 Art 73, Basel (K)
- Graﬁk Saar 73”, Modeme Galerie des Saarland
- Museums, Saarbriicken
- “Unsere Umwelt in der Kunst”, Kaiserslautem

1974 “Künst1er sehen das Saarland” in der Buchhandlung der Saarbrücker Zeitung
1975
- “LBK Saar”, Pfalzgalerie Kaiserslautem, Leningrad, Kiew ur1d Tiﬂis (K)
- Stadthalle Dillingen
- Akademie Schwerte, Dortmund (K)
- Staatstheater der Stadt Darmstadt
- Galerie St. Johann, Saarbriicken: “DPA”
- Schlosskellergalerie Darmstadt

1976
- Ausstellung Europa-Akademie, Otzenhausen
- “NonC0nfrontati0n” (Kunst aus Saarland und Elsass-Lothringen) in der Modemen Galerie des Saarland
- Museums, Saarbrﬁcken (K)
- Goethe Institut, Casablanca
- IKI Düsseldorf
- “Guckkasten-Kunstkasten”, erste intern. Zusammen-fassung dieser Art in der Galerie Hans Brinkmann, Amsterdam
- “Comme ea”, Académie des Beaux-Arts, Metz
- Galerie 117, Nancy

1977
- “art-boxes”, Kunsthandel Brinkmann, Amsterdam
- Musée national de Monaco
- 20 Jahresausstellung der Neuen Darmstadter Sezession,
- Kunsthalle Darmstadt
- Mail-Art Galerie, Galerie Arkade, Ost-Berlin
- Accrochages 1 (im April) + 2 (Juni/Juli),
- Galerie Im Zwinger, St.Wendel
- l. Internationale Kunstmesse, Amsterdam (K)
- Galerie Gangloff, Mulhouse, Frankreich
- “5 Zeichner in der Galerie Hell”, Galerie Hell, Saarbrücken
- “Anti-AKW” in Hannover (K)
- Thomas Münzer Scheune, Stuttgart (Jerg Ratgeb
- Gedächtnisausstellung)
- “Wo Unterdrückung herrscht, wächst der Widerstand”, Alte Mensa, Köln: (K)
- “Selbstbildnisse”, Galerie Mathea, St. lngbert
- Graﬁkbiennale Cleveland, USA

1978
- “Anti-AKW” Hamburg (K)
- Wanderausstellung “Gegen den Atomstaat”
- “Courants d’art”, Moulin de Fontaine-Française, Côte d’Or, Frankreich (u.a. mit D. Thinot, R. Meier, H. F ischer)
- “Menschen-Bilder”, Galerie Weinand-Bessoth, Saarbrücken
- Galerie d’Art “Petite”, Galerie Gangloff, Mulhouse, Frankreich
- Verein zur Kunstfórdemng, Sandbergstr, Darmstadt
- Galerie Morgenland, Hamburg
- “Accrochage 4”, Galerie Im Zwinger, SLWendeI

1979
- 21, Jahresausstellung “Neue Damistädter Sezession”, Mathildenhöhe, Dannstadt (K)
- 1. Mai-Aktion in der Galerie Weínand-Bessoth, Saarland Museum, Saarbrücken
- “Die Jungen und die Alten” in París
- Saarländische Künstler in Dushanbe Tadhikistan CCP
- (ehemalige UdSSR)
- “Kunst ﬁir Kinder”, Neue Berliner Kunstverein
- “4 x 5 Tage”, Modeme Galerie des Saarland Museums, Saarbrücken
- Ausstellung zum Jerg-Ratgeb-Preis, DGB-Haus, Stuttgart (K)

1980
- Galerie der Saarbrücker Zeitung, Saarbrücken
- “Accr0chage Nantes” Saarländische Künstler
- XXXIe salon de la jeune peinture, París

1981
- Galerie “polit art” Nijmegen, Niederlanden
- Galerie Palais Walderdorff, Trier
- “Aspekte der Landschaft”, Galerie Weinand-Bessoth, Saarbrücken
- “Neue Darmstädter Sezession”, Mathildenhöhe,
- Darmstadt
- “Neue Darmstädter Sezessíon”, Krakau, Polen
- “Solidarität 81”, Galerie Schweinebraden, Kassel/Berlin
- “Erotic Art”, Dresden
- Galerie am Homburg, Saarbrücken
- “Treffpunkt Dreiländereck”, Accrochage 6, Galerie Im Zwinger, St.Wendel

- Accrochage 7, Galerie im Zwinger, St.Wendel
- “Darmstadt im Quadrat”, Galerie im Louvre, Darmstadt (K)
- “Dannstadt ím Quadrat”, Galerie im Zwinger, St.Wendel
- “Provokation und Ästhetik”, Studium Generale
- (Max Bense), Universität Stuttgart

1982
- “60 Jahre Saarländischer Künstlerbund”, Modeme Galerie des Saarland Museums, Saarbrücken
- “Saarländischer Künstlerbund”, Galerie Elitzer, Saarbrücken
- Künstler der Galerie im Zwinger, Galerie Im Zwinger, St.Wendel
- Galerie Trompe l’œil, Lunéville, Frankreich
- Eröffnungsausstellung Konschthaus, Luxemburg
- “Les Hommages”, Musée des Beaux-Arts Malraux, Le Havre, Frankreich
- “Commonpress” Centre Pompidou, Paris
- “Doo-da-Postage works by Higgins”, New York, USA
- “Kunstsituation Saar”, Skulpturenmuseum Marl
- “Kunstsituation Saar”, Stadthalle Dillingen
- Mail-Art-Projekt, Ko de Jonge, Middelburg, Niederlande
- “Archive of Artistic works and projects about the Amazonik Wor1d”, Ruggero Maggi, Mailand, Italien

1983
- Galleria il navile, Bologna, Italien mit Da Rocha, Diemer, Diesel, Dugain, Faucheur, Kindt, Meier, Moreau,
- Schwegler, Thinot und Touba
- “Politische Collage”, Württembergischer Kunstverein, Stuttgart (K)
- Organisation und Eröffnung der Ausstellung “Saarländische Graﬁk” im Haus der Künstler von Alma ata, Kasachstan
- Art-Gallery, Eröﬂììungsausstellung in Luxemburg Ville
- mit Jean P. Adam, Mario Diaz Suarez, Richard Meier, Maurice Ney und Heinz Oliberius
- “Ten artists from Saarland”, Heluan University Cairo und Museum of Modern Art, Alexandria, Egypten (K)
- “Art for Peace”, Gallery Berkeley University, California
- “Arts plastiques”‚ Barcelona 83, Palau de congressos, Barcelona, Spanien

1984
- “Art against Apartheid” — Wanderausstellung, New York, Broadway und Südstaaten der USA
- “Por la Paz”, Graﬁk International, Universidad Automa, Santo Domingo
- “Partífax” — Electronic Mail, Grimsby, Public Art Gallery
- Ontario‚ Toronto, Canada
- Cartoon Express “Grenzsituationen” aus Luxemburg, Frankreich und BRD im Kulturbahnof Igel-Trier (K)
- “Art for Children”, Museum of Art, Kyoto, Japan
- “Plakat-lntemational”, Haus der Künstler, Ost-Berlin
- Jahresgabe ﬁir den Saarl. Künstlerbund, Saarbrücken
- “Intemationale Postkunst” Timisoara, Rumäníen
- 50 Artisti Intemational, “Salon de Tokyo”, Rom
- “Art & Líteratures”, Gallery, University of Maryland, USA
- “The book as container of ideas”, k.groh, Buchobjekte
- ‘ in der Uníversität Oldenburg (K)
- Wiener Secession (K)
- Universidad Federal de Mato Grosso und Mseu de Arte
- e Cultura Popular, Mato Grosso, Brasílien
- “Der tanzende Tod”, Münchener Stadtmuseum
- “Orwell 1984”, Nijmegen, Niederlanden (K)

1985
- “The international Shadow-Projekt”
- bei Michael Groschopp‚ Magdeburg
- Éditions Voix, Metz
- Galerie d’Art Actuel, Paris
- “Beziehungen — Relations”, Orangerie, Putbus (damals DDR)
- Saarländischer Künstlerbund im Saarländischen Künstlerhaus, Saarbrücken
- “Contrast intemational” bei Dress1er‚ Cottbus “Politische Graﬁk”, Wanderausstellung, Münster
- Westfálischer Kunstverein, “Intemational Poetry”, Centro Cultural, Mexico
- “Cartoon Coontest”, Yomiuri, Tokyo
- “Art & Technology Festival 85”, Gallery University
- Scotia nova, Halifax, Canada (K)
- “Sztuka Akejidla/z Dziescmi” mit Byszewski‚ Warschau
- 7. Biemiale von Lodz, Polen
- ‘ l 1. Accrochage, Galerie Im Zwinger, St.Wendel
- Triennale der Malerei in Soﬁa, Moder Art Museum of Bulgaiia
- Biennale des F riedens, Kunsthaus und Kunstverein‚ Hamburg (K)
- “Polítische Collage und Montage, Museum der Stadt Unna
- 1986 Book Art, Galerie der Universität Scotia nova, Halifax, Canada
- Museum ﬁir Modeme Kunst, Weddel
- “Primera Bienal Intemational de Poesia Visual y
- Experimental”, InstitutPo1itécnico National, Mexico
- “Heilberufe und Totentanz”, Universität Düsseldorf
- “La Muerte — Totentänze”, Museum San Antonio, Texas
- Saarl. Künstlerbundausstellung, Stadtgalerie Saarbrücken
- “Plakat Intematíonal”, Wanderausstellung in Museen der damaligen DDR

1987
- “Kirchzartener Totentanz von 1983” in der Präsidialamts-galerie der Universität des Saarlandes
- “Kunstszene Saar, Landeskunstausstellung”, Moderne Galerie des Saarland Museums, Saarbrücken
- 15. Leipziger Graﬁkbörse (Auktion), Festsaal der Alten
- Handelsbörse, Leipzig (Erlös ﬁìr UNICEF)
- Saarl. Künstlerbundausstellung, Stadtgalerie, Saarbrücken
- Idee und Konzeption der Solidaritätsausstellung gegen
- l-lunger und Apartheid: “Bilder ﬁìr Afrika”, Wander-ausstellung mit 300 Künstlem
- “Art of Today”, 2. internationale Messe der Gegenwarts-kunst in Budapest, Ungarn
- “Totentänze und Hammerstiele”, Wallgrabentheater der Stadt Freiburg
- “UEBERZEIT”, 12. Accrochage, Galerie Im Zwinger, St.Wendel
- “Hommage à Joseph Beuys”, Museum der Stadt Kleve (199 Künstler)

1988
- “Künstler gegen Krieg”, Intemationale Biennale im
- Musetun der Stadt Lublin/Majdanek‚ Polen

1989
- “Face to Face”, Intemationale der Kunst in Moskau
- “Künstler um Mia Münster”, Eröffnungsausstellung des Museums St.Wendel (K)
- Internationale Exhibition of visual poetry of Sao Paulo, Brasilien
- Frankfurter Kunstmesse: Reﬂection Press “Künstler-bücher”
- “Hommage à Beuys”, Wanderausstellung (mit Buch)
- “Inwendig voller Figur”: Saarl. Künstler in Venetien, Palzzo di Geogione (K)
- “Kunstszene Saar, Landeskunstausstellung”, Neunkirchen (K)

1990 Organisator mehrere Ausstellungen gegen Rassismus u. a.“SOS against racism”, Galerie Im Zwinger, St. Wendel (K)

## Expositions divers et posthumes
Légende : E: exposition individuelle et K: cassette
2003
- “kunst los” (“sans art”), Association d'artistes sarrois, galerie Stadtgalerie de Saarbrücken (K)
- “Künstler zeigen Künstler” (“Des artistes montrent des artistes”), Saarländisches Künstlerhaus, Saarbrücken (K)

2005-2006
- “Tangenten” (“Tangentes”) Association d'artistes sarrois, galerie Stadtgalerie Saarbrücken (K)

2006
- “Alles Fußball - oder was?” (“Que du foot ou quoi?”), Musée de St.Wendel (K)

2007
- “Zeitsprung – 85 Jahre Saarländischer Künstlerbund” (“Saut dans le temps - 85 ans de l'Association d'artistes sarrois”), galerie Stadtgalerie de Saarbrücken (K)

2008
- “Aloys Ohlmann: Wort und Bild – Künstlerbücher” (“Aloys Ohlmann: la parole et l'image – Livres d'artistes”), SULB, Saarbrücken (E)

2009
- “20 Jahre Mauerfall” (“20 ans de chute du mur”), exposition d'art postal, Association de musées de Pankow, Berlin

2011
- “Aloys Ohlmann – Reflexionen und Metamorphosen” (“Aloys Ohlmann – réflexions et métamorphoses”), Centre artistique Kunstzentrum Bosener Mühle, Bosen (E; K)

2013
- “Tagträumer – Zeichnungen und Texte” (“Rêveurs de jour – dessins et textes”), SULB, Saarbrücken (E; cassettes),

- “Friede den Hütten – Krieg den Palästen” (“Paix aux cabanes - guerre aux palais”), action artistique d'art postal, Justus-Liebig-Haus, Darmstadt
- “Arte Postale” (“L'art postal”), exposition d'art postal, Académie des Arts, Berlin

2014
- “Arte Postale” (“L'art postal”), exposition d'art postal, Forum Alte Post, Pirmasens
- “Fensterbilder – Hommage à Oskar Schlemmer” (“Illustrations de fenêtres – Hommage à Oskar Schlemmer”), Château Schloss Dagstuhl, Centre informatique Leibnitz-Zentrum, Wadern (E)

2015
- Prix Mia-Münster pour les Beaux-Arts de la ville de St. Wendel – 5e lauréat

2016
- Exposition spéciale “Art of Africa – Textile Bilder der Bakuba” (“L'art d'Afrique – des représentations textiles des Bakoubas”) - la collection Ohlmann, Musée de St. Wendel (K)

## Monographies
- Centre artistique Bosener Mühle (Editeur): Aloys Ohlmann
- Reflexionen, Metamorphosen (Réflexions, Métamorphoses), Bosen 2011

## Publications
- Livre d'artistes Vissi d'Arte – vissi d'amore. Poèmes de Christine Hohnschopp et Aquarelles d'Aloys Ohlmann, 2010 (40 exemplaires)
- Livre d'artistes Maler und Modell (“le peintre et le modèle”). Graphiques d'Aloys Ohlmann et textes de Bernd Philippi, 2012

## Articles de journaux
- Brigitte Quack : “Draußen vor dem Fenster – nie gesehene Bilder von Aloys Ohlmann” (“Dehors devant la fenêtre – des tableaux jamais montrés d'Aloys Ohlmann”), dans le journal sarrois Saarbrücker Zeitung du 25.03.2014
- Sylvie Rauch : “Blicke durch Fenster eröffnen neue Sicht Mal alltägliche, mal herausfordernde Motive” (“Des regards à travers la fenêtre ouvrent une nouvelle perspective, des motifs banals et provocants”), dans le journal sarrois Saarbrücker Zeitung du 19.03.2014
- rr: “Spielerische Texte zum Zyklus Maler und Modell” (“Des textes ludiques relatifs au cycle le peintre et le modèle”) dans le journal sarrois Saarbrücker Zeitung du 07.07.2010

- sg: “Künstler Aloys Ohlmann ist gestorben” (“L'artiste Aloys Ohlmann est décédé”) dans le journal sarrois Saarbrücker Zeitung du 17.09.2013

- sg: “Sentimental im guten Sinn: Saarbrücker Aloys-Ohlmann-Schau” (“Sentimental au bon sens du terme: Exposition-Aloys-Ohlmann”) dans le journal sarrois Saarbrücker Zeitung du 05.07.2013

- sg: “Aloys Ohlmann: Ein Künstlerleben als Statement” (“Aloys Ohlmann – une vie d'artiste pour toute déclaration”) dans le journal sarrois Saarbrücker Zeitung du 13.03.2008

- sg: “Genuss und Gesellschaftskritik” (“Jouissance et critique de la société”) dans le journal sarrois Saarbrücker Zeitung du 07.03.2008

- Gerhard Tröster: “Kritische Kunst, kein schöner Schein” (“Art critique, pas une belle apparence”) dans le journal sarrois Saarbrücker Zeitung du 02.05.2011

## Film
2013
- “In zeitlichen Abständen – Fernsehdokumentation über den Bildenden Künstler Aloys Ohlmann” (“intervalles temporels – documentaire télévisée sur l'artiste peintre Aloys Ohlmann”) un film de Gabi Bollinger, au magazine “Kulturspiegel” de la radio sarroise SR du 25 mai 2013

## Récompenses
- En 1979, prix du public Jörg Ratgeb, lors du premier congrès artistique international de Stuttgart
- En 1986, Prix de la Ville de Beaucaire, Gard, France
- En 1988, la médaille de bronze du Musée de Lublin, Majdanek, en Pologne lors de la seconde triennale internationale sur “l'Art contre la Guerre”
- En 2003, la Ohlmann Mia Münster - prix de la ville de Saint-Wendel
- En 2015, à titre posthume le Prix Mia-Münster pour les Beaux-Arts de la ville de St.Wendel – 5e lauréat